# アルタイル (秦基博の曲)
「アルタイル」は、秦基博が「秦 基博 meets 坂道のアポロン」名義でリリースしたシングル。

## 解説
- 作詞は秦基博。作曲編曲は菅野よう子。
- 今作は別名義で発売しているため、13thシングルとしてはカウントされてない。
- 小玉ユキ描き下ろし「坂道のアポロン」オリジナル・ジャケット仕様。
- 初回生産限定盤には、「アルタイル」のビデオクリップを収録したDVD付。

## 収録曲
1. アルタイル
  - フジテレビ系アニメ“ノイタミナ”『坂道のアポロン』エンディングテーマ
2. アルタイル<backing track>

## 初回特典DVD収録内容
1. 「アルタイル」Music Video